# ボルツァーノ＝ワイエルシュトラスの定理
数学、特に実解析におけるボルツァノ–ワイエルシュトラスの定理（ボルツァノ–ワイエルシュトラスのていり、英: Bolzano–Weierstrass theorem）は、ベルナルト・ボルツァーノおよびカール・ワイエルシュトラスに名を因む、有限次元ユークリッド空間 ℝn における収束に関する基本的な結果である。定理は「ℝn 内の任意の有界数列が収束する部分列を持つこと」を主張する。これと同値な定式化として、「ℝn の部分集合が点列コンパクトであるための必要十分条件は、それが有界閉集合となることである」という形で述べることができる。この定理をしばしば (ℝn の) 点列コンパクト性定理とも言う。

## 証明

[1] (xn) は有界であるから、下界 s および上界 S が取れる。
[2] 縮小区間列の最初の区間 I1 として をとる。
[3] I1 を等分して二つの小区間を作る。
[4] 得られた小区間のうち、(xn) の点を無限に含む方を縮小区間列の第二の区間 I2 とする（両方とも無限個含むならば、どちらを選んでもよい。もとの点列は無限列であるから、少なくとも一つの小区間が必ず無限に含むことに注意する）。
[5] 同様に I2 も等分割する。
[6] 同様に (xn) の点を無限に含む方を縮小区間列の第三の区間 I3 とする。
[7] 以下同様に無限回繰り返すと、所期の縮小区間列を得る。

## 歴史と意義
ボルツァノ–ヴァイヤシュトラスの定理は、ボルツァノとヴァイヤシュトラスという二人の名前が冠されているが、実際には1817年にボルツァノが中間値の定理の証明において補題として証明したのが初出である。50年ほどしてから、この結果自身の重要性が見いだされ、ヴァイヤシュトラスによって再び証明された。それ以降、実解析における本質的な定理と位置付けられた。

## ユークリッド空間の点列コンパクト性
ℝn の部分空間 A が、A 内の任意の列が A の元に収束する部分列を持つと仮定する。このとき、A は有界である。実際、有界でないとすれば A 内の点列 xm で ‖ xm ‖ ≥ m (∀m) を満たすものが存在するが、この列の任意の部分列は非有界で、したがって収束しない。さらに A は閉集合である。これは A の補集合に属する非内点 x から、x に収束する A-値の点列が作れることによる。したがって、ℝn の部分空間 A が、A 内の任意の点列が収束する部分列を持つ—すなわち点列コンパクトな部分集合—であることは、ちょうどそれが有界閉集合となることに同じである。
定理をこの形に述べることで、ハイネ–ボレルの被覆定理との類似性が特に明らかとなる—ハイネ–ボレルの定理の示すところは「ℝn の部分集合がコンパクトであるための必要十分条件が、それが有界閉集合であること」であった。実は、位相空間論の一般論として「距離化可能空間がコンパクトであるための必要十分条件は、それが点列コンパクトであることである」ことが言えるので、ボルツァノ–ヴァイヤシュトラスの定理とハイネ–ボレルの定理は本質的には同じものということになる。

## 注

## 関連文献
- 島内剛一『数学の基礎』日本評論社〈日評数学選書〉、2008年12月（原著1971年3月30日）。ISBN 978-4-535-60106-2。 - 1971年3月に「日評数学選書」の1冊として刊行された旧著を、2008年12月に復刊。
- 杉浦光夫『解析入門1』東京大学出版会〈基礎数学2〉、1980年4月。ISBN 978-4-13-062005-5。
- 高木貞治『定本　解析概論』黒田成俊 補遺、岩波書店、2010年9月15日。ISBN 978-4-00-005209-2。
- 田島一郎『イプシロン‐デルタ』共立出版〈数学ワンポイント双書 20〉、1978年5月15日。ISBN 978-4-320-01240-0。